# مارکو هوهتامو
مارکو هوهتامو (فنلاندی: Markku Huhtamo) بازیگر و صداپیشه اهل فنلاند است. وی از سال ۱۹۷۷ میلادی تا کنون در بیش از ۳۰ فیلم و سریال تلویریونی بازی کرده‌است.
از فیلم‌هایی که وی در آن‌ها نقش داشته‌است، می‌توان به جنگ زمستان اشاره نمود.